# K&S Gruppe
Die K&S Gruppe mit Sitz in Sottrum ist ein Betreiber von voll- und teilstationären Pflegeeinrichtungen in Deutschland.

## Unternehmensprofil
Die K&S Gruppe beschäftigt knapp 4.750 Mitarbeiter und unterhält bundesweit 36 Standorte, davon 32 Seniorenresidenzen, und rund 4450 vollstationären Pflegeplätzen. Sie führt den Bau, Pflegebetrieb sowie Verpflegungs-, Hauswirtschafts- und Reinigungsdienste durch. 
Zu den Leistungen gehören vollstationäre Lang- und Kurzzeitpflege für alle Pflegegrade sowie die Betreuung von Demenzerkrankten, Palliativpflege und andere besondere Pflegeformen. Die Einrichtungen unterhalten hierzu Versorgungsverträge mit Pflegekassen und Sozialhilfeträgern. An mehreren Standorten bietet das Unternehmen zusätzlich die Vermietung von seniorengerechten Wohnungen mit Service an. Diese sind teilweise den Seniorenresidenzen angegliedert. Die Einrichtungen tragen das Siegel „Grüner Haken“, das auf die Schwerpunkte Menschenwürde, Teilhabe und Autonomie abstellt und von der Bundesinteressenvertretung für alte und pflegebetroffene Menschen (BIVA e. V.) verliehen wird.
Zur Unternehmensgruppe zählen außerdem zehn ambulante Pflegedienste sowie 8 Tagespflegeeinrichtungen. Seit Eröffnung des Pflege-Campus in Zwickau im Jahr 2017 gehört auch ein Studentenwohnheim zum Angebot.
Zur Aus- und Weiterbildung des Pflegepersonals unterhält das Unternehmen eine eigene Bildungsakademie in Großtreben. Diese wurde vom Land Sachsen als offizielles Schulungszentrum für pflegerische Berufe anerkannt.
Für soziales Engagement gründete die K&S Gruppe 1991 den Verein Corona e. V. – gemeinnütziger Verein für Umwelt und Mensch. In Deutschland unterstützt Corona e. V. vor allem Einrichtungen mit sozialem Hintergrund und Spendenaktionen von Kirchengemeinden und Sportvereinen. Zweck der Körperschaft ist die Förderung der Jugendhilfe- und Altenhilfe, die Förderung der Wohlfahrtswesens sowie die Umsetzung von Umweltprojekten.
Seit 2023 ist K&S zudem Partner des Queen Silvia Nursing Awards (QSNA), ein ursprünglich schwedisches Stipendium für angehende und ausgebildete Pflegekräfte, das mittlerweile in vier europäischen Ländern verliehen wird. Ziel ist hier, die Pflege mithilfe der Ideen und des Know-hows von Pflegekräften weiterzuentwickeln. 

## Standorte
Die K&S Gruppe ist mit ihren Pflegedienstleistungen in elf Bundesländern in 37 Städten vertreten: Babenhausen, Bad Camberg, Bad Hersfeld, Belgern, Bremen, Buxtehude, Chemnitz, Dessau, Dortmund, Dresden, Eilenburg, Erfurt, Falkenstein/Vogtl., Grimma, Hamburg-Harburg, Kelkheim (Taunus), Kummerfeld, Leipzig, Lübben (Spreewald), Marktredwitz, Marsberg, Nordhausen, Plauen, Radebeul, Raunheim, Rodewisch, Rodgau, Rudolstadt-Cumbach, Schwerin, Sondershausen, Sottrum, Stade, Torgau, Verden, Wilsdruff, Zirndorf und Zwickau.

## Geschichte
Im Jahr 1981 gründete Hans-Georg Krantz die K&S Heim- und Betriebsgesellschaft mit Sitz in Ottersberg. In den Anfangsjahren umfasste das Geschäftsportfolio zunächst den Bau und Betrieb von Sozialimmobilien und Gemeinschaftsunterkünften.
Seit Beginn der 1990er Jahre liegt der Unternehmensschwerpunkt im Bau und Betrieb von Pflegeeinrichtungen. Planung und Ausführung übernimmt die Elbe Baubetreuungs- und Betriebsgesellschaft mbH, die im Jahr 2000 aus der Planungsabteilung der K&S Unternehmensgruppe hervorging. 1994 wurde der Firmenstandort nach Stuckenborstel verlegt. Im Jahr 2000 erfolgte ein weiterer Umzug an den heutigen Firmensitz in Sottrum.
Die Unternehmensgruppe befindet sich seit ihrer Gründung in Familienhand. Mittlerweile ist die zweite Generation aktiv. Beide Söhne des Firmengründers, Ulrich Krantz und Georg Krantz, bekleiden eine Vorstands- bzw. Geschäftsführerposition innerhalb der Unternehmensgruppe.

## Zertifizierungen, Siegel und Auszeichnungen
Die K&S Gruppe lässt sich regelmäßig im Bereich der Mitarbeiterzufriedenheit zertifizieren. Außerdem bewerten unabhängige Institutionen die Pflegequalität.
- Seit 2012 nehmen jährlich zwei bis drei Seniorenresidenzen der K&S Gruppe am Great Place To Work Wettbewerb erfolgreich teil.
- Die Unternehmensgruppe führt seit 2014 das Qualitätssiegel audit berufundfamilie.
- Im Jahr 2023 hat das Unternehmen den ELFIE Award ins Leben gerufen. Dabei handelt es sich um eine interne Mitarbeiterauszeichnung, die jährlich verliehen wird, um Engagement, Loyalität, Fachkompetenz, Initiative und Erfolg der Mitarbeitenden wertzuschätzen.
- Im Jahr 2024 belegte K&S zum 5. Mal in Folge den ersten Platz im Ranking der Avivre Consult GmbH – Kategorie „Private Betreiber“ der 40 größten Pflegeheimbetreiber Deutschlands.